# Jigdral Yeshe Dorje
Jigdral Yeshe Dorje (Pome, 10 juni 1904 – Limeuil, 17 januari 1987) was de invloedrijkste tulku van de nyingmatraditie van het Tibetaans boeddhisme in de 20e eeuw. Hij was afkomstig uit een zeer welvarende adellijke familie. Zijn vader, zelf ook een tulku, was de prins van Kanam die zijn afkomst terugvoerde naar de Tibetaanse Dharmakoning Trisong Detsen uit de 8e eeuw.

## Reïncarnatielijn
Hij wordt verondersteld de 17e in een reïncarnatielijn te zijn. De eerste zou een directe discipel van Siddhartha Gautama zelf geweest zijn. In Tibet bevat de lijn onder meer een van de 25 veronderstelde discipelen van Padmasambhava en Phagspa, de sakyamonnik, die Tibet onder mandaat van Koeblai Khan in de 13e eeuw bestuurde.
Zijn directe voorganger in de reïncarnatielijn was Dudjom Lingpa, waardoor hij ook geldt als de tweede Düdjom Rinpoche. Na zijn bevestiging als tulku werd vastgesteld dat Dorje al geboren was voordat Dudjom Lingpa was overleden. Dit werd opgelost door Dudjom Lingpa postuum een aantal uitspraken te laten doen ten aanzien van de selectie van zijn opvolger.

## Levensloop
Dorje was een briljant leerling en werd een charismatisch prediker die al op jeugdige leeftijd voor grote groepen diensten en empowerments, ofwel bezieling tot zelfbeschikking leidde. In 1958 vertrok hij met zijn familie naar India. Hij stichtte daar een aantal gemeenschappen van nyingmagelovigen en zette zich in voor de studie van de traditie aan onder meer het Tibetaans Instituut in Sarnath.
Vanaf 1970 reisde hij vaak naar Europa en Noord-Amerika, waar hij ook meditatiecentra van de nyingma stichtte. Hij vestigde zich uiteindelijk in de Vézère-vallei nabij Limeuil in de Dordogne. Daar overleed hij in 1987. Zijn lichaam werd gebalsemd en overgebracht naar een stoepa, die voor dat doel werd gebouwd in Bodnath in Nepal.

## Auteur
Dorje is auteur van een groot aantal werken. In de jaren na 1960 schrijft hij in India zijn belangrijkste werk, The Nyingma School of Tibetan Buddhism: Its Fundamentals and History. Het zeer omvangrijke werk is een compilatie van de culturele en spirituele erfenis van de nyingma en bedoeld om in een compleet veranderde werkelijkheid de kennis daarvan voor toekomstige generaties te behouden. De Engelse vertaling ervan verscheen in 1991.
Hierbij moet "geschiedenis" niet opgevat worden als geschiedschrijving in de definities, zoals die in het Westen worden gehanteerd. In de klassieke traditie van de Tibetaanse geschiedschrijving is de feitelijke historische werkelijkheid ondergeschikt aan het beoogde spirituele en pedagogische doel. Dorje beschrijft dus een werkelijkheid die niet gericht is op historische waarheidsvinding, maar zoals die - in retrospectief - gewenst geweest zou zijn ten behoeve van de verspreiding van de doctrine.